# Bildungsökonomik

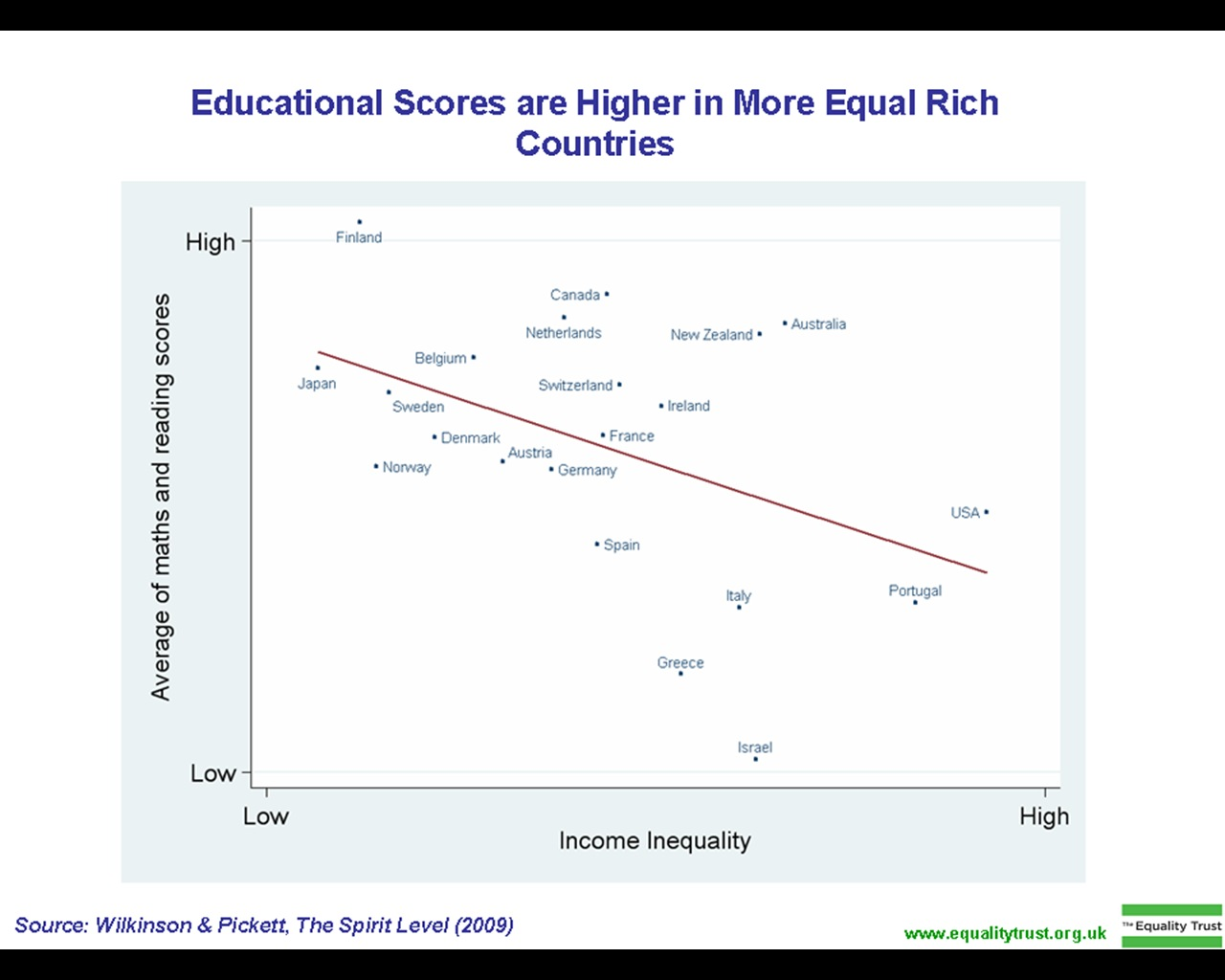
Die Bildungserfolge sind in Ländern mit geringerer wirtschaftlicher Ungleichheit höher als in Ländern mit höherer Ungleichheit

Die Bildungsökonomik, auch Bildungsökonomie, ist ein Bereich der Wirtschaftswissenschaft, der ökonomische Fragen in Bezug auf Bildung untersucht. Dazu zählen zum Beispiel die Nachfrage nach Bildung, die Finanzierung und Bereitstellung von Bildung, sowie die Analyse der Effektivität und Effizienz verschiedener Bildungssysteme und Maßnahmen.
Eine Hauptrichtung der Bildungsökonomik untersucht die Auswirkung von Bildung auf individuelle und gesamtwirtschaftliche Erträge auf dem Arbeitsmarkt. Im Mittelpunkt steht dabei die Analyse kausaler ökonomischer Effekte von Bildung mittels geeigneter ökonometrischer Verfahren. Dabei werden Bildungsrenditen berechnet, zum Beispiel die Rentabilität einer Universitätsausbildung. In der neueren Literatur werden diese Ansätze ausgeweitet, um Bildungsrenditen anderer Bereiche wie der Gesundheit oder Lebenszufriedenheit zu untersuchen.
Ein weiteres Forschungsfeld ist die Produktionsfunktion von Bildung, d. h. welche Bildungsmaßnahmen- und systeme besonders effektiv und effizient in der Herstellung von Bildungserfolg sind. Aktuelle bildungsökonomische Studien vergleichen dabei unterschiedliche Länder sowie deren Bildungsinstitutionen und Maßnahmen in der Bildungsproduktion.

## Geschichte
Die Disziplin existiert etwa seit 1955 – als Hauptvertreter der Humankapitaltheorie gelten die US-Ökonomen Gary Becker, Jacob Mincer und Theodore W. Schultz. Robert Solow schuf das Solow-Modell, ein neoklassisches Wachstumsmodell zur Erklärung der Grundlagen ökonomischen Wachstums. Es postuliert, dass die einzige langfristig relevante Einflussgröße auf das Wachstum einer Volkswirtschaft der technische Fortschritt sei. Dieser wiederum drückt sich aus in einer höheren Arbeitsproduktivität, welche vor allem durch eine bessere Bildung erreicht werden kann.
Als das Wirtschaftswachstum in den 1980er Jahren deutlich nachließ, wurden neue Modelle für Wachstumsfaktoren gesucht, z. B. in der Unified Growth Theory von Oded Galor. Die Kenntnis der Faktoren, die den Eintritt in eine Phase wirtschaftlichen Wachstums in den Industrieländern durch die Industrielle Revolution begünstigt haben, kann die Hindernisse klären, denen sich moderne Entwicklungsländer gegenübersehen. Zentraler Baustein dieser Modelle ist das Zusammenwirken von demografischer Transition und wirtschaftlicher Entwicklung.
Im UK begann um 1960 John Vaizey (Economics of Education 1962) mit Forschungen zur Bildungsökonomik. Bereits in den 1950er Jahren gab es eine deutsche Forschung in der Bildungsökonomie. Maßgebend war Friedrich Eddings Beitrag Internationale Tendenzen in der Entwicklung der Ausgaben für Schulen und Hochschulen (1958), der darauf als Professor für Bildungsökonomie an die Hochschule für Internationale Pädagogische Forschung in Frankfurt/Main berufen wurde und 1964 nach Berlin ging.
Nach einem starken Interesse in der Zeit der kostspieligen Bildungsreformen bis 1973 gab es nach den Mittelkürzungen der folgenden Sparpolitik weniger Beachtung. Erst in den 1990er Jahren lenkte die OECD wieder den Blick auf den Zusammenhang von Bildungsausgaben, Lernen und Wohlstand. So ist der PISA-Schock wirksam geworden. Seitdem stehen vor allem mathematische sowie empirische Modelle und Theorien im Mittelpunkt, für die etwa Ludger Wößmann vom Ifo-Institut steht, aber auch Andreas Schleicher von der OECD.
Eine Kritik von konservativer Seite nimmt Anstoß an der rein an Nützlichkeit von Bildung orientierten Sichtweise, die gegen deren Selbstzweck etwa in der neuhumanistischen Tradition Wilhelm von Humboldt steht. Ein Beispiel ist Konrad Liessmann (Theorie der Unbildung, 2006). Eine linke, in Deutschland in der Tradition der marxistischen Politischen Ökonomie und der Kritischen Theorie stehende Kritik, Elmar Altvater, Egon Becker, ferner u. a. Claus Offe und Dieter Otten, stellt das Konzept der Steigerung von Employability und Produktivität als Indienstnahme durch die kapitalistische Gesellschaft infrage. Populär wurde im 21. Jahrhundert besonders die Kritik des französischen Ökonomen Thomas Piketty.

## Grundlagen
Die Ausgaben moderner Staaten in der OECD für Bildung liegen (2020) um 5 % des BIP, den höchsten Wert weist Norwegen auf (6,7 %), den geringsten Luxemburg und Irland (3,4 %).
Essentiell für die Bildungsökonomik ist die Betrachtung von Bildung als eine Investition in Kapital. Die Wirtschaftswissenschaft unterscheidet dabei neben dem physischen Kapital eine andere Form des Kapitals, die als Produktionsmittel nicht weniger kritisch ist: das Humankapital. Bei Investitionen in Humankapital wie Bildung sind drei wichtige wirtschaftliche Auswirkungen zu erwarten:
1. Erhöhte Ausgaben für Bildung, da die Akkumulation von Humankapital ebenso wie physisches Kapital Investitionen erfordert.
2. Steigerung der Produktivität, wenn Menschen Fähigkeiten erhalten, die es ihnen ermöglichen, mehr Leistung zu erzielen.
3. Return on Investment in Form höherer Einkommen.

### Investitionskosten
Investitionen in Humankapital sind wie jede Investition mit Investitionskosten verbunden. Typischerweise werden in europäischen Ländern die meisten Bildungsausgaben in Form von Konsumausgaben des Staates getätigt, obwohl einige Kosten auch von Einzelpersonen getragen werden. Diese Investitionen können ziemlich kostspielig sein. Die EU-Regierungen gaben 2005 zwischen 3 % und 8 % des BIP für Bildung aus, der Durchschnitt lag bei 5 %. Jedoch unterschätzt die Messung der Bildungsausgaben auf diese Weise die Kosten erheblich, da eine wesentliche Form von Kosten völlig übersehen wird: die Opportunitätskosten für entgangene Löhne, da Schüler und Studenten während der Schule und des Studiums nicht voll arbeiten können. Es wurde geschätzt, dass die Gesamtkosten einschließlich der Opportunitätskosten für Bildung doppelt so hoch sind wie die direkten Kosten. Einschließlich der Opportunitätskosten wurden Investitionen in Bildung in den EU-Ländern im Jahr 2009 auf rund 10 % des BIP geschätzt. Im Vergleich dazu betrugen die Investitionen in Sachkapital 20 % des BIP.

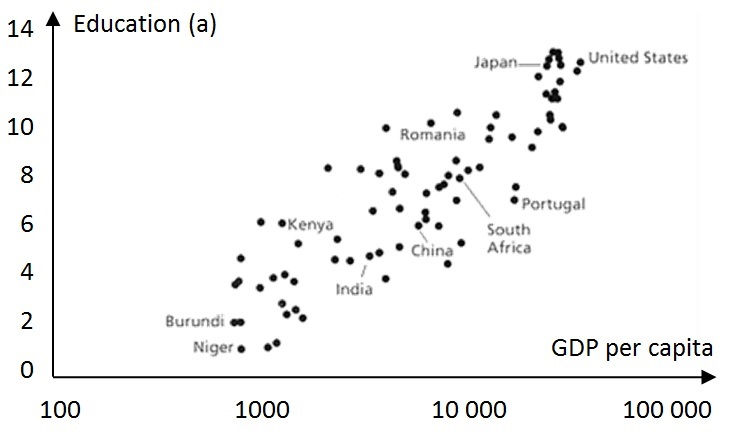
Durchschnittlich besuchte Schuljahre im Verhältnis zum Pro-Kopf-BIP (2005 USD).

### Produktivität
In der gesamten Wirtschaft wurde die Auswirkung des Humankapitals auf das Einkommen als signifikant eingeschätzt: 65 % der in Industrieländern gezahlten Löhne sind Zahlungen aufgrund von Humankapital und nur 35 % aufgrund von geleisteter Arbeit. Die höhere Produktivität gut ausgebildeter Arbeitskräfte ist einer der Faktoren, die ein höheres BIP und damit ein höheres Einkommen in den Industrieländern erklären. Es besteht eine starke Korrelation zwischen BIP und Bildungsausgaben in den entwickelten Ländern der Welt. Es ist jedoch weniger klar, wie die Kausalität ist, d. h. wie viel von einem hohen BIP durch Bildung erklärt wird. Es auch möglich, dass sich reiche Länder mehr Bildung leisten können.

### Return on Investment
Humankapital in Form von Bildung teilt viele Merkmale mit physischem Kapital. Beide erfordern eine Investition und beide haben nach ihrer Produktion einen wirtschaftlichen Wert. Physisches Kapital verdient eine Rendite, weil die Menschen bereit sind zu zahlen, da es ihnen ermöglicht, mehr Output zu produzieren. Um den produktiven Wert des physischen Kapitals zu messen, muss man lediglich feststellen, wie viel Rendite es auf dem Markt erzielt. Im Fall von Humankapital ist die Berechnung der Rendite komplizierter – schließlich lässt sich Bildung nicht von der Person trennen. Um dieses Problem zu umgehen, werden die Renditen des Humankapitals im Allgemeinen aus Lohnunterschieden zwischen Menschen mit unterschiedlichem Bildungsniveau abgeleitet.

## Produktionsfunktion

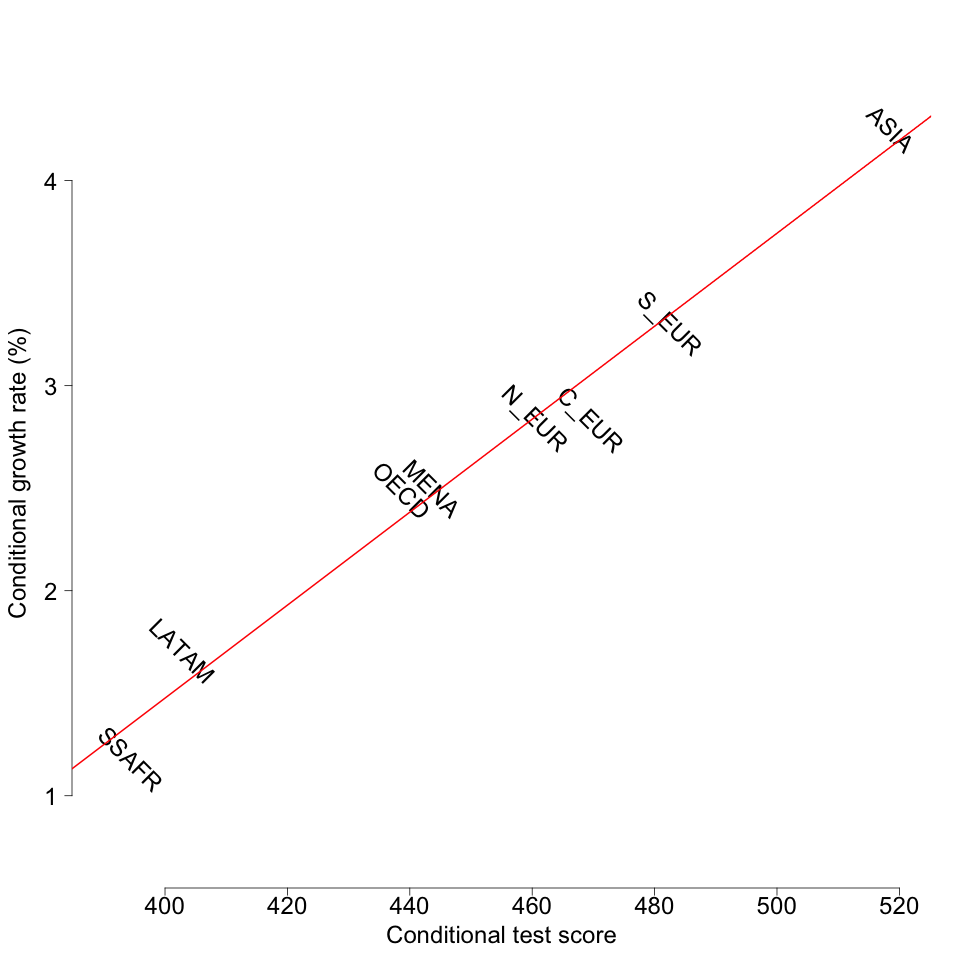
Schulische Leistungen und Wirtschaftswachstum in verschiedenen Weltregionen 1960–2000

Die Bildungsproduktionsfunktion wendet das ökonomische Konzept einer Produktionsfunktion auf den Bildungsbereich an. Es setzt verschiedene Inputs, die sich auf das Lernen eines Schülers auswirken (Schulen, Familien, Mitschüler, Nachbarschaften usw.), mit gemessenen Outputs in Beziehung, darunter späterer Arbeitsmarkterfolg, Hochschulbesuch, Abschlussquoten und standardisierte Testergebnisse. Die Idee stammt vom Soziologen James S. Coleman. Der 1966 veröffentlichte Coleman-Bericht kam zum Ergebnis, dass der Effekt verschiedener schulischer Leistungen auf die Schülerleistungen im Vergleich zum Einfluss von Familien und Freunden gering war. Spätere Arbeiten von Eric A. Hanushek, Richard Murnane und anderen führten die Struktur der „Produktion“ in die Betrachtung der Lernergebnisse von Schülern ein. Hanushek, Wößmann et al. (2008) berichteten über eine sehr hohe Korrelation zwischen „bereinigter Wachstumsrate“ und „bereinigten Testergebnissen“. Sie maßen dabei vor allem mathematische und naturwissenschaftliche Leistungen. Verbesserungen waren auch ohne finanzielle Leistungen möglich.

## Empirische Ergebnisse

### Hohe Bildungsrenditen
Robert Ernest Hall und Charles I. Jones haben aus internationalen Daten berechnet, dass die Bildungsrenditen in den ersten vier Schuljahren (Klassen 1–4) durchschnittlich 13,4 % pro Jahr betragen, in den nächsten vier Schuljahren (Klassen 5–8) 10,1 % pro Jahr und 6,8 % für jedes weitere Schuljahr nach Klasse 8.
Von der OECD werden 3 Faktoren hervorgehoben, die eine besonders hohe Rendite aufweisen:
- Investitionen in frühkindliche Bildung
- Möglichst späte Bildungsselektion (auf verschiedene Schularten)
- Sehr enge Verzahnung von Schule und Elternhaus

Diese Maßnahmen können über die gesamte Lebensdauer eines Menschen große positive Renditen bringen, insbesondere für die am stärksten benachteiligten Personen.

### Bildungsausfall durch die Corona-Epidemie
Bildungsökonomen des Ifo-Instituts München unter Ludger Wößmann haben errechnet, dass durch den Schulausfall während der COVID-19-Pandemie den Schülern lebenslange und nicht kompensierbare Einkommensverluste entstanden sind. Dabei wiesen sie auch auf historische Beispiele und Vorläufer hin wie die Schulstreiks in Belgien 1990 und die Kurzschuljahre in Westdeutschland der 1960er Jahre.

## Institutionen
- DIPF Leibniz-Institut für Bildungsforschung und Bildungsinformation
- Centrum für Hochschulentwicklung
- OECD

## Namhafte Bildungsökonomen

### In den USA
- Joseph Altonji (* 1953, Arbeits- und Bildungsökonom)
- Joshua Angrist (* 1960, Nobelpreis 2021)
- Gary Becker (1930–2014, Nobelpreis 1992, Pionier der Humankapitaltheorie)
- David Card (Kanadier, * 1956, Nobelpreis 2021)
- Claudia Goldin (* 1946, Nobelpreis 2023)
- Eric Hanushek (* 1943)
- James Heckman (* 1944, Nobelpreis 2000)
- Lawrence F. Katz (* 1959)
- Alan Krueger (1960–2019)
- Jacob Mincer (1922–2006, Pionier der Humankapitaltheorie)
- Richard Murnane (* 1945)
- Parag Pathak (* 1980)
- George Psacharopoulos (Grieche, * 1937, Berater der Weltbank)
- Theodore W. Schultz (1902–1998, Nobelpreis 1979, Pionier der Humankapitaltheorie)
- Robert M. Solow (1924–2023, Nobelpreis 1987, Schöpfer des Solow-Modells zur Rolle des technischen Fortschritts)

### Frühe Bildungsökonomen in Deutschland/Österreich/Schweiz
- Horst Albach (1931–2021)
- Uschi Backes-Gellner (* 1959)
- Gottfried Bombach (1919–2010)
- Werner Clement (Österreich, * 1943)
- Friedrich Edding (1909–2002)
- Arnold Knauer (DDR, 1931–1981)
- Dieter Mertens (1931–1989)
- Ludger Pries (* 1953)
- Dieter Sadowski (* 1946)
- Dieter Timmermann (* 1943)
- Manfred Weiß (1942–2019)
- Robert K. von Weizsäcker (* 1954)